# Клерксдорп

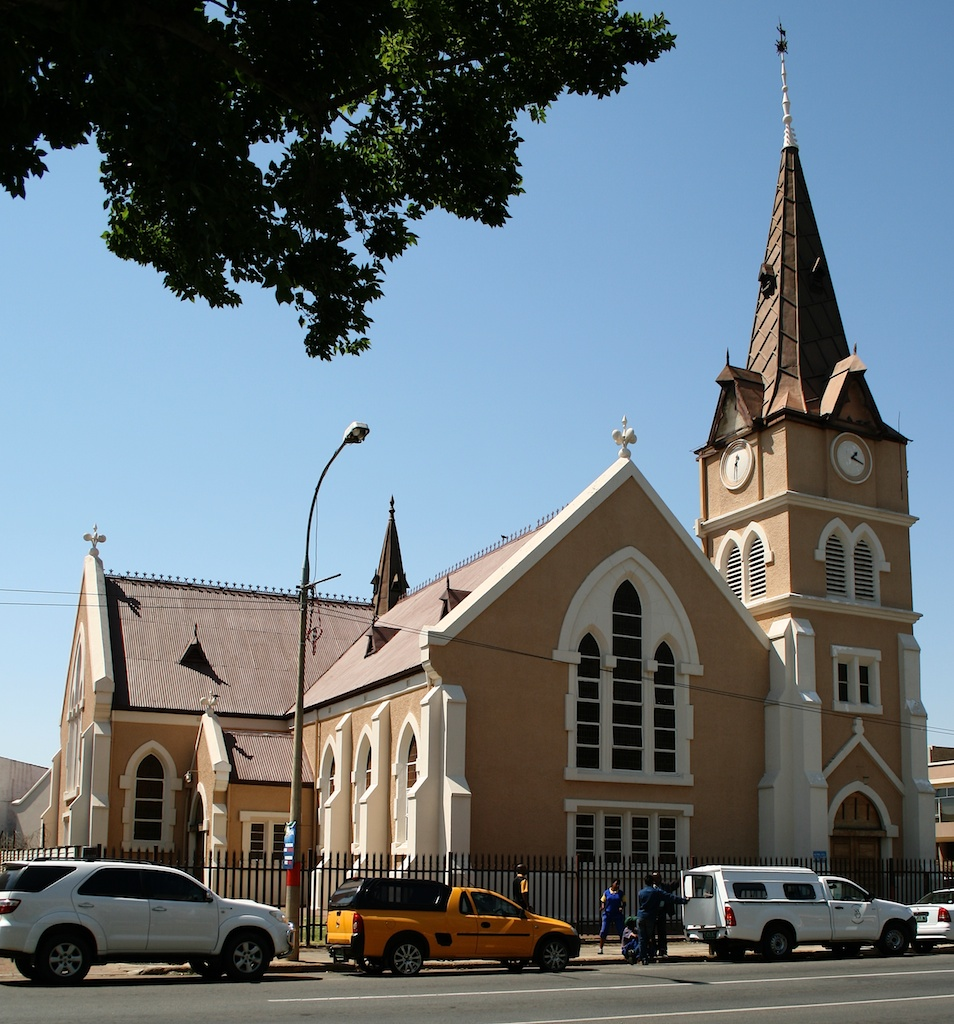
Главная церковь Клерксдорпа

Кле́рксдорп (африк. Klerksdorp) — административный центр местного муниципалитета Матлосана и района Кеннет Каунда в Северо-Западной провинции (ЮАР).
Город был основан в 1837 году фуртреккерами. В 1886 году в окрестностях города было найдено золото, однако его добыча оказалась слишком дорогостоящей, и к 1890-м годам «золотая лихорадка» сошла на нет.

## Знаменитые уроженцы
- Теофилус Эбенгазер Дёнгес (1898—1968) — 2-й президент ЮАР
- Жак Кронье (р. 1982) — регбист